# Momentum (film 2015)
Momentum è un film del 2015 diretto da Stephen Campanelli.
Il film è stato presentato in anteprima il 12 luglio 2015 al Festival internazionale del cinema di Odessa e quindi il successivo 22 luglio al Fantasia International Film Festival di Montréal, città natale del regista, al suo primo lungometraggio.

## Trama
A Città del Capo una banda di rapinatori supertecnologici penetra nel caveau di una grande banca per prelevare un ingente numero di diamanti. Il colpo riesce ma nella fuga due componenti litigano fino a spararsi. Uno resta ucciso, l'altro, una donna molto bella e attraente di nome Alexis Farraday, detta Alex, viene smascherata di fronte a diversi testimoni.
La banda si divide ma la coraggiosa Alex e il suo ex Kevin, che conserva il bottino, si ritrovano nello stesso albergo. Quella stessa notte su ordine di un senatore americano un gruppo guidato dallo spietato Mr. Washington irrompe nella camera di Kevin, chiedendogli non i diamanti, bensì un flash-drive contenuto nella cassetta da loro rapinata. L'uomo non cede alle torture e, prima di finire ucciso, riesce abilmente a dire ad Alex dove si trova il drive. La donna fugge dando avvio ad una caccia fatta di inseguimenti con ogni mezzo e colpi di scena a ripetizione.
Si scoprirà che Alexis è un'agente uscita dal servizio sei anni prima perché nel compimento di una delicatissima missione risultarono uccisi moglie e figli del soggetto da eliminare che invece ne uscì vivo. Diventata una ladra, in questa occasione si trova coinvolta in un affare che appare subito molto grande, che potrebbe permetterle un riscatto personale oltre a vendicare il compagno ucciso.
Alla fine, messo fuori gioco Mr. Washington, Alexis si imbarca su un volo per Londra e può finalmente vedere il contenuto della bramata flash-card scoprendo un clamoroso piano autodistruttivo che avrebbe come obiettivo la città di Chicago e come scopo fornire un espediente agli Stati Uniti per dare inizio ad una nuova guerra. Il senatore americano ideatore di questo piano dà ordine di uccidere Alexis.

## Produzione
Il film è stato concepito come il primo capitolo di una serie.